# اکالیپتوس (سرده)
اُکالیپتوس (به انگلیسی: Eucalyptus)؛ به پارسی: بیدبویه یا پَشه رَم) سرده‌ای از گیاهان گل‌دار درختی و درختچه‌ای از خانواده موردیان (Myrtaceae) و شامل از بیش ۷۰۰ گونه است. اکالیپتوس‌ها عموماً بومی استرالیا هستند و حدود ۷۵ درصد از جنگل‌های این کشور، متشکل از گونه‌های این خانواده هستند. تعداد اندکی از گیاهان این خانواده، بومی جزایر شمالی استرالیا و سایر کشورها هستند. اکالیپتوس‌ها رشد سریعی دارند و در مناطق مختلفی از دنیا کشت می‌شوند. این گیاهان در صنایع چوب، کاغذ و خمیرکاغذ، تولید اسانس و روغن اکالیپتوس، اکتشاف معادن و تولید عسل، کود، مالچ و رنگ مورد استفاده هستند.

## ویژگی‌ها

### اندازه
اکالیپتوس‌ها در هر دو شکل خزان‌پذیر و همیشه سبز وجود دارند. این گیاهان، اندازه‌های متفاوتی دارند و شامل درختان یا درختچه‌های تک‌ساقه‌ای یا چند ساقه‌ای هستند. برخی از اکالیپتوس‌های درختچه‌ای، کمتر از یک متر رشد می‌کنند و گیاه Eucalyptus regnans'' تا بیش از ۱۱۴ متر رشد می‌کند و بلندترین گیاه گل‌دار روی زمین است.
اکالیپتوس‌ها به‌طور کلی از نظر اندازه به چهار گروه تقسیم می‌شوند:
کوتاه: تا ۱۰ متر
متوسط: ۱۰ تا ۳۰ متر
بلند: ۳۰ تا ۶۰ متر

بسیار بلند: بیش از ۶۰ متر

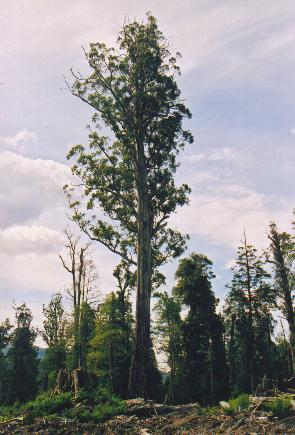
گونهٔ Eucalyptus regnans، بلندترین گیاه گل‌دار جهان در تاسمانی
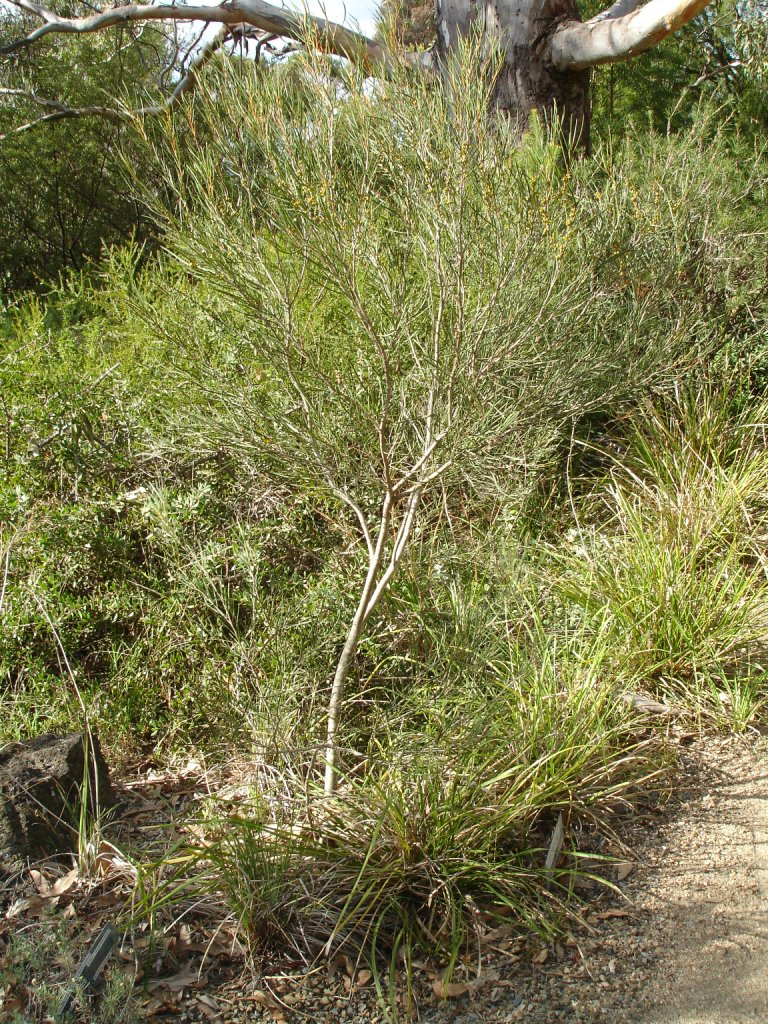
گونهٔ E. angustissima، یک اکالیپتوس درختچه‌ای در ملبورن

### برگ‌ها
تقریباً تمام اکالیپتوس‌ها همیشه‌سبز هستند اما برخی از گونه‌های گرمسیری، در پایان فصل خشک، برگ‌های خود را از دست می‌دهند. برگ‌های اکالیپتوس‌ها مانند سایر گیاهان خانوادهٔ موردیان، با غدد روغنی پوشیده شده‌است. روغن‌های فراوان تولید شده، از ویژگی‌های مهم این سرده است. اگرچه درختان اکالیپتوس بالغ ممکن است سر به‌فلک کشیده و کاملاً برگ‌دار باشند، اما سایهٔ آن‌ها تکه‌تکه است، زیرا برگ‌ها معمولاً به سمت پایین آویزان می‌شوند.

## پراکندگی

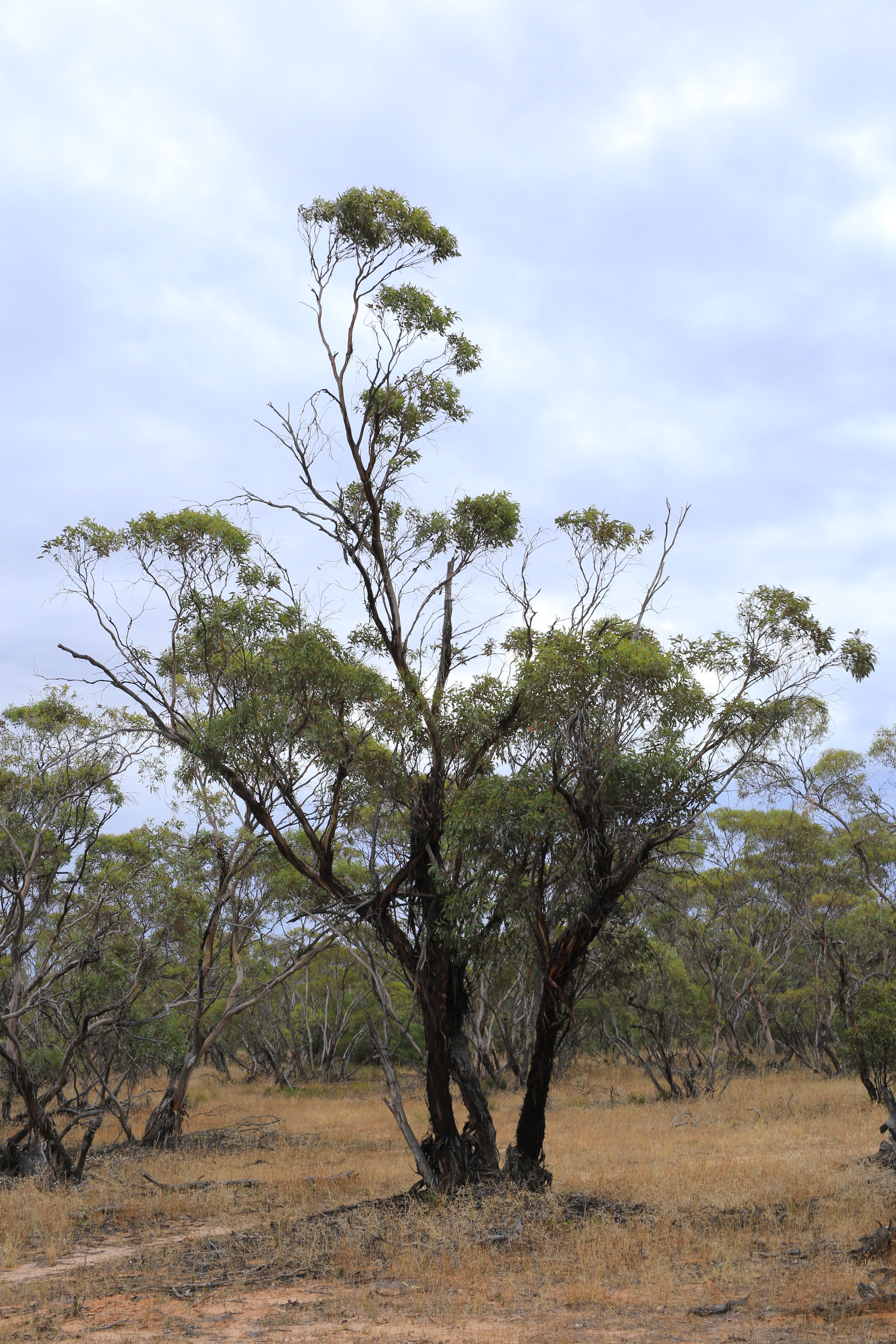
اکالیپتوس

بیش از ۷۰۰ گونه اکالیپتوس وجود دارد و بیشتر آن‌ها بومی استرالیا هستند. تعداد بسیار کمی در مناطق مجاور از جمله گینه نو و اندونزی و یک گونه نیز در فیلیپین شناسایی شده‌است. از ۱۵ گونه‌ای که در خارج از استرالیا یافت می‌شود، تنها ۹ گونه منحصراً غیراسترالیایی هستند. گونه‌های اکالیپتوس به‌طور گسترده در جهان گرمسیری و معتدل از جمله قاره آمریکا، اروپا، آفریقا، حوزه مدیترانه، خاورمیانه، چین و شبه‌قاره هند کشت می‌شوند.
استرالیا با ۹۲٬۰۰۰٬۰۰۰ هکتار جنگل اکالیپتوس پوشیده شده‌است که سه چهارم مساحت تحت پوشش جنگل‌های گیاهان بومی این کشور را شامل می‌شود. کوه‌های آبی در جنوب شرقی استرالیا مرکز اصلی ایجاد تنوع اکالیپتوس‌ها بوده‌است.

## پژوهش‌ها
گروهی از پژوهشگران استرالیایی در مقاله‌ای که تحت عنوان «ذرات طلای طبیعی در برگ اوکالیپتوس و ارتباط آن با اکتشاف ذخایر زیرزمینی طلا» در نشریه علمی نیچر منتشر کرده‌اند، مدعی شده‌اند که درخت اوکالیپتوس می‌تواند طلای موجود در عمق زمین را جذب و به سطح زمین منتقل کند و به این ترتیب، اکتشاف معدن از این طریق را امکان‌پذیر کند.

## نگارخانه

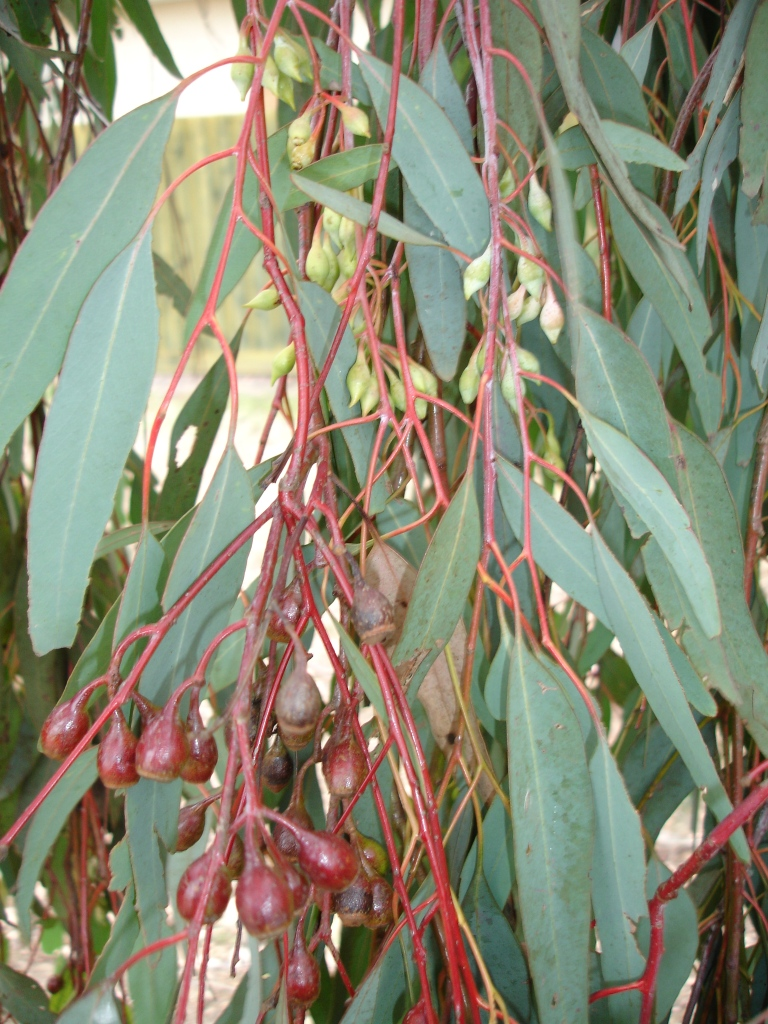
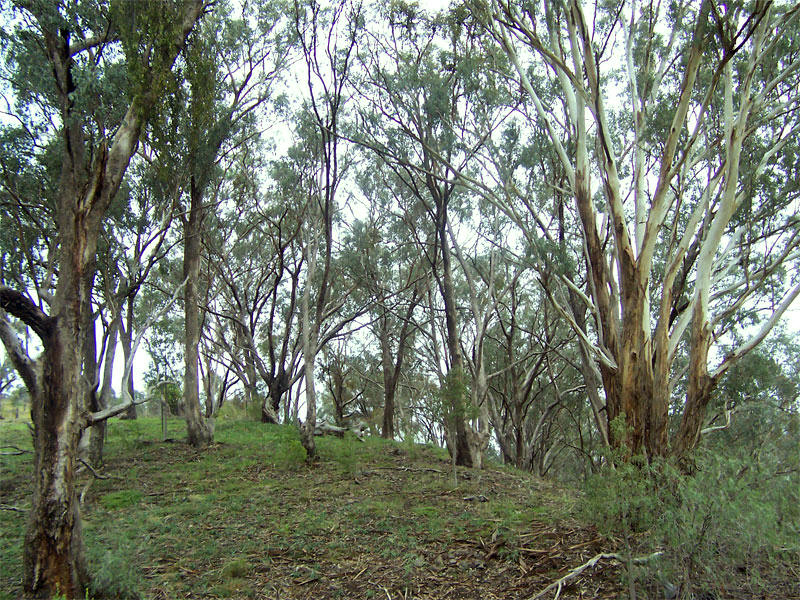
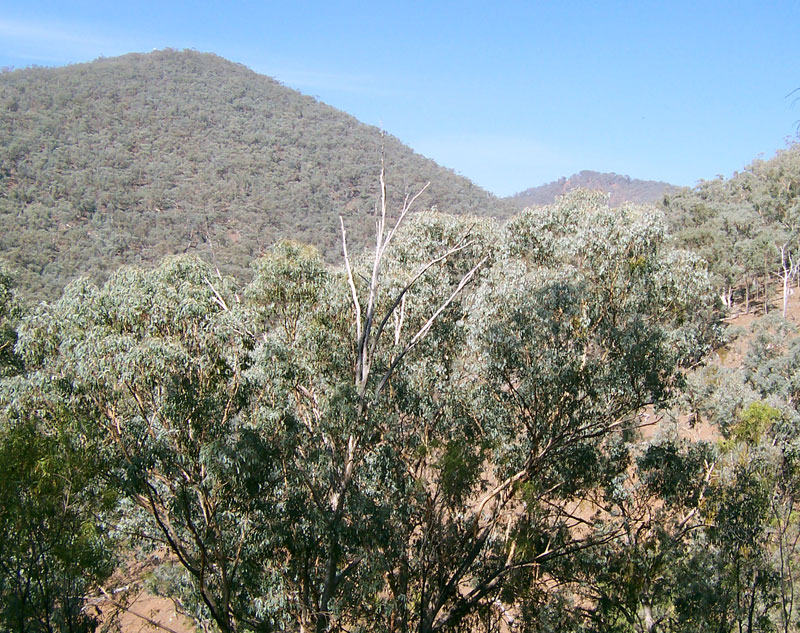
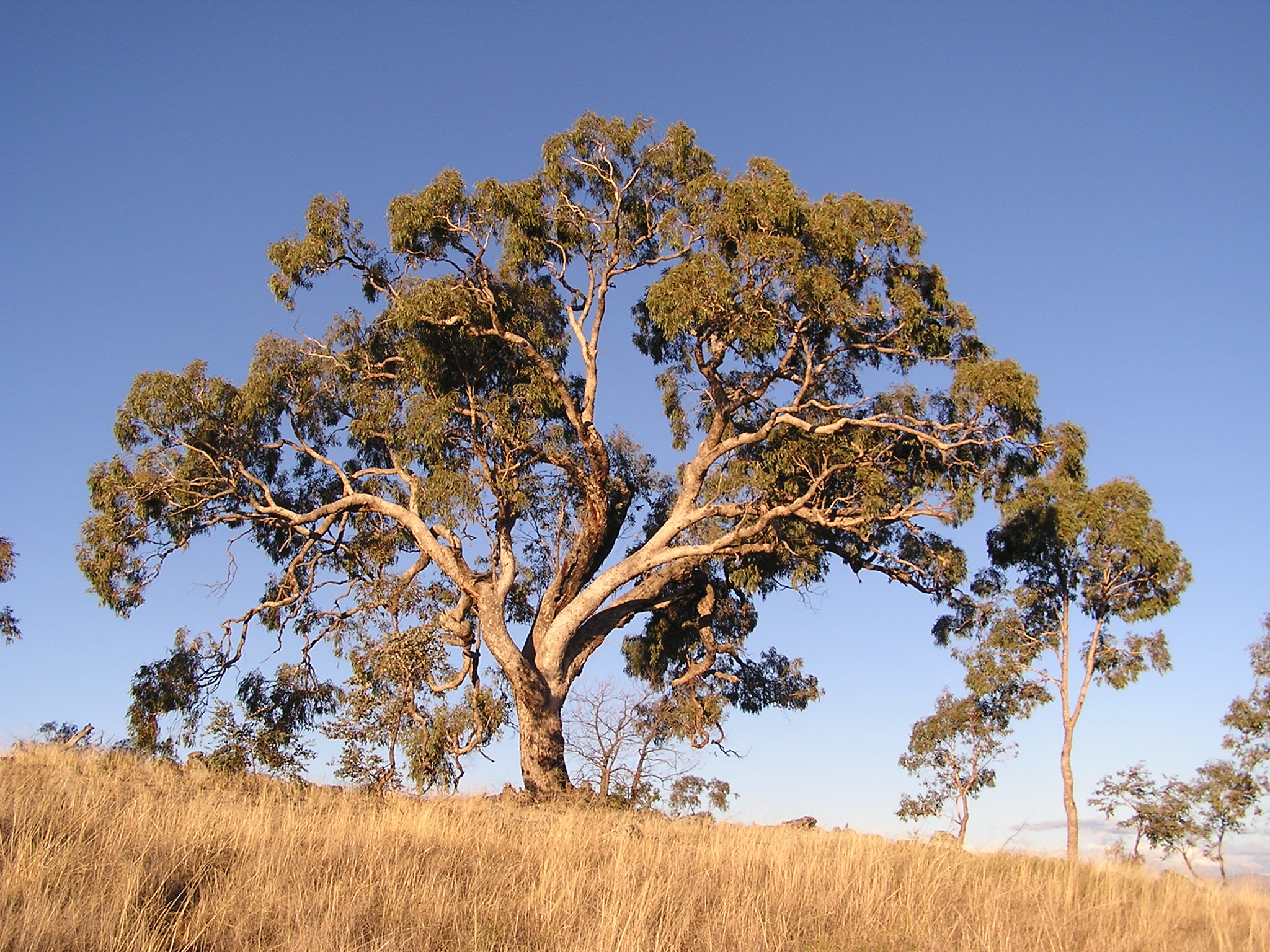
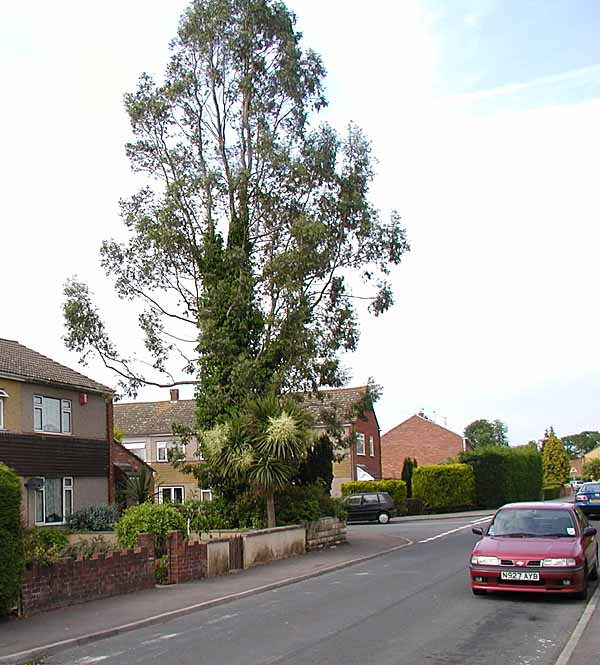
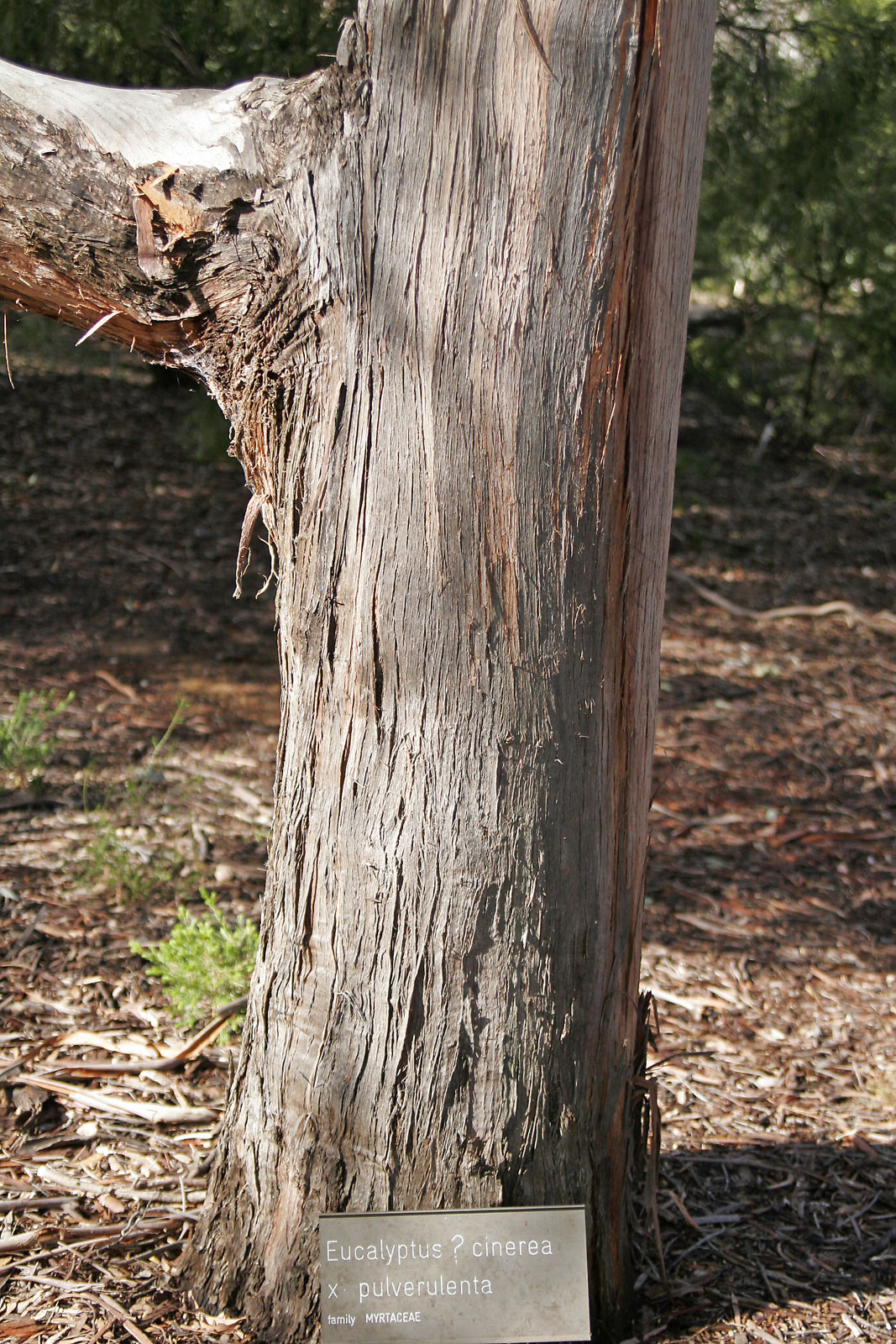
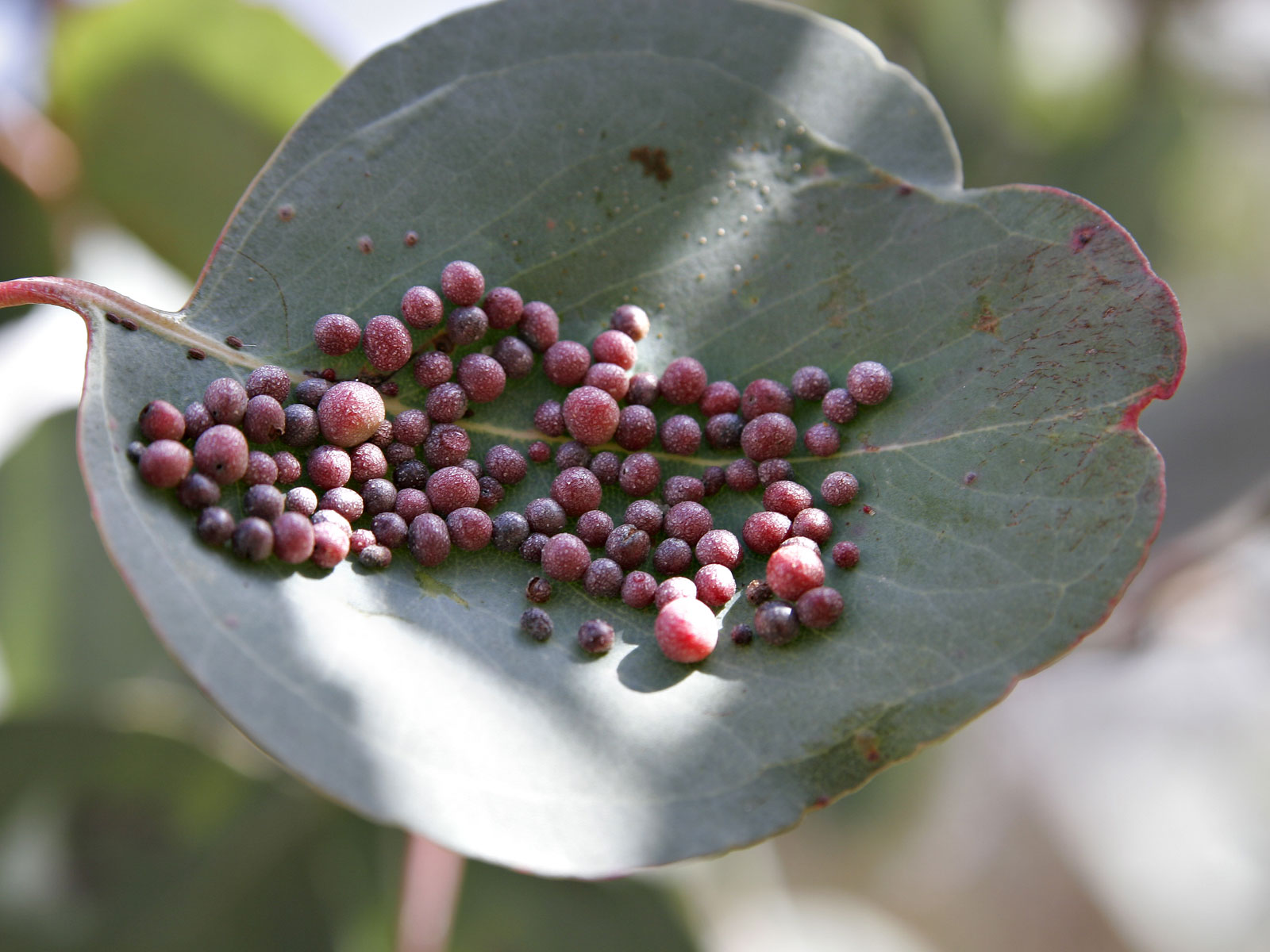
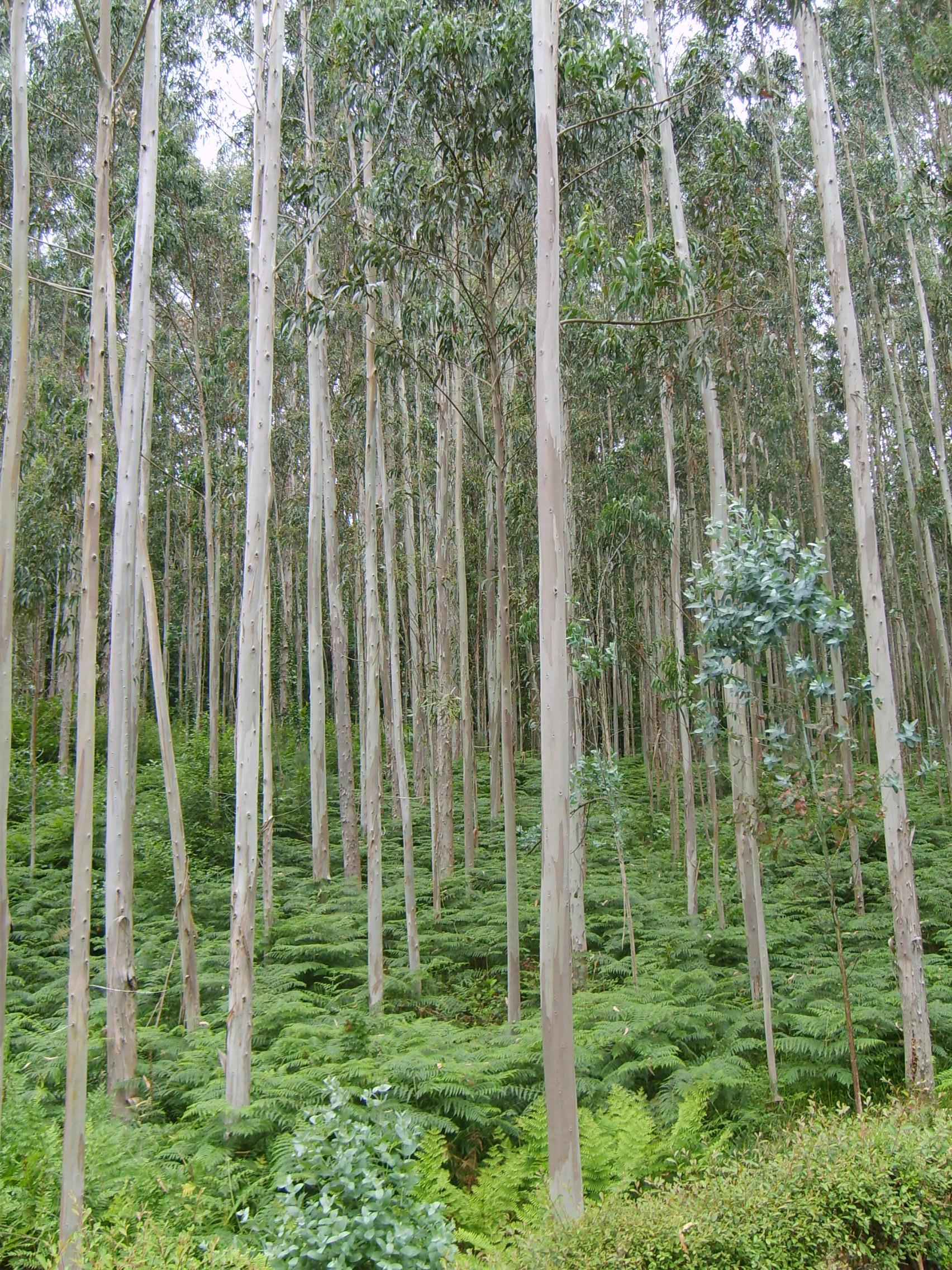
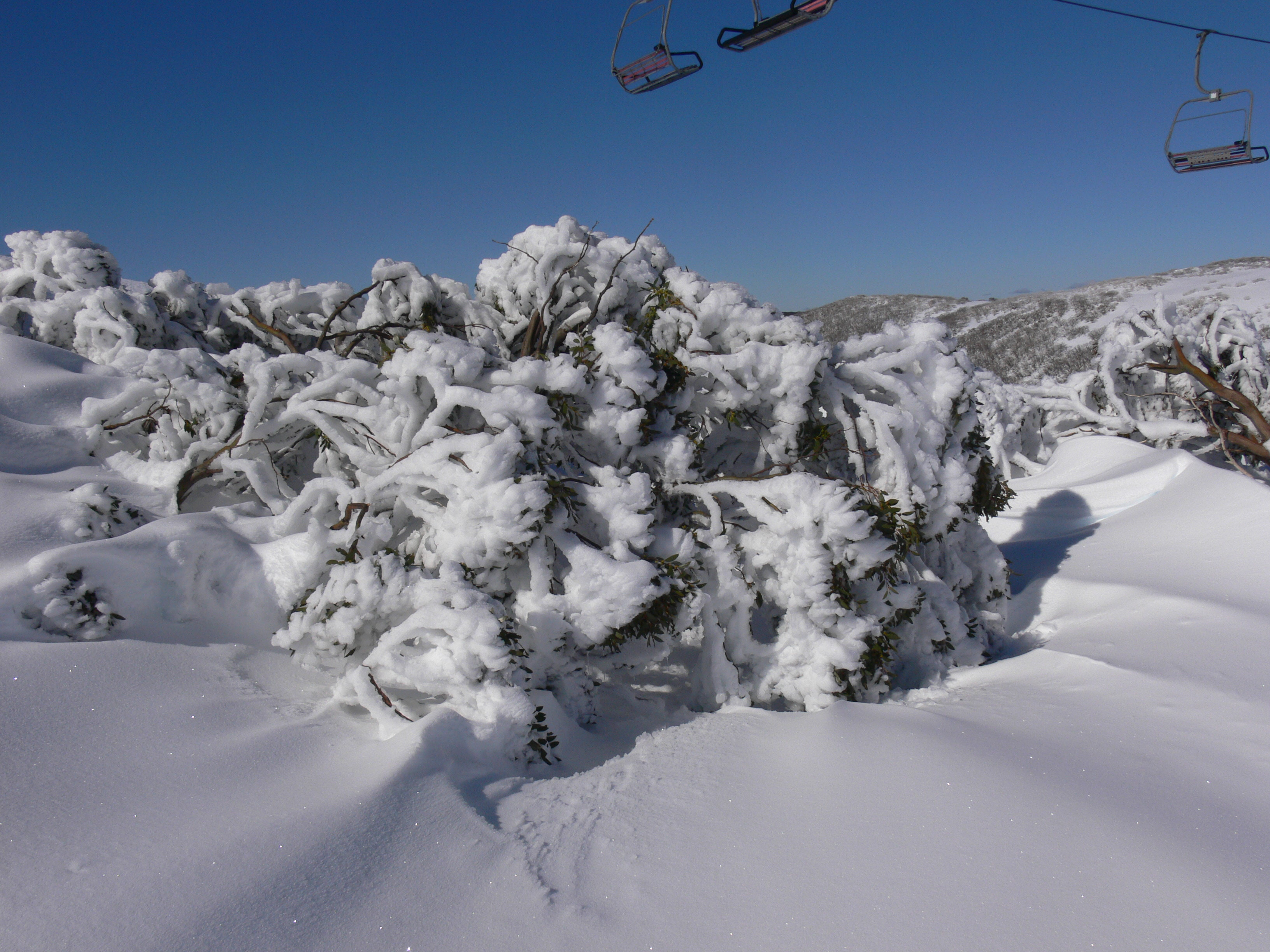
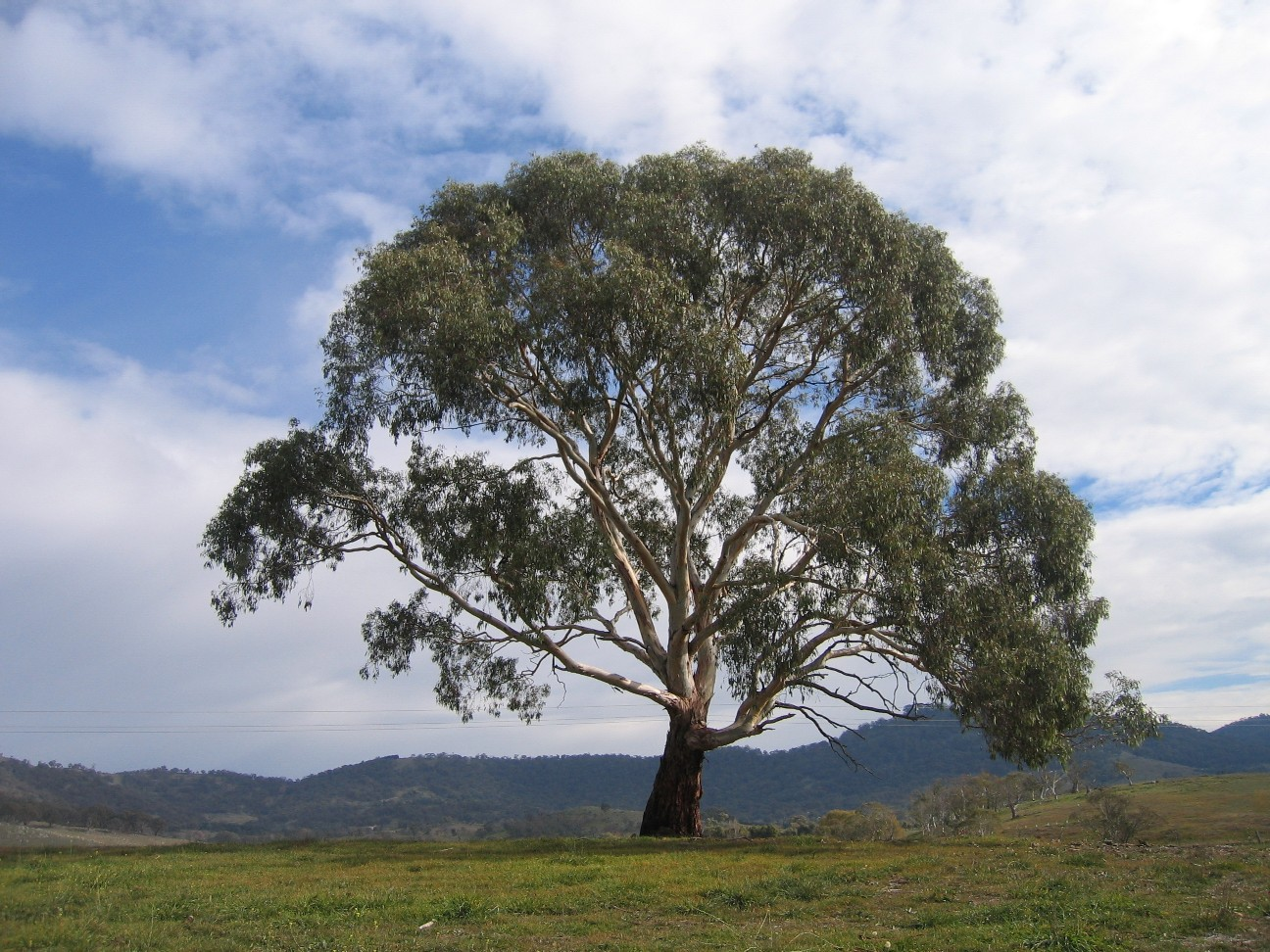
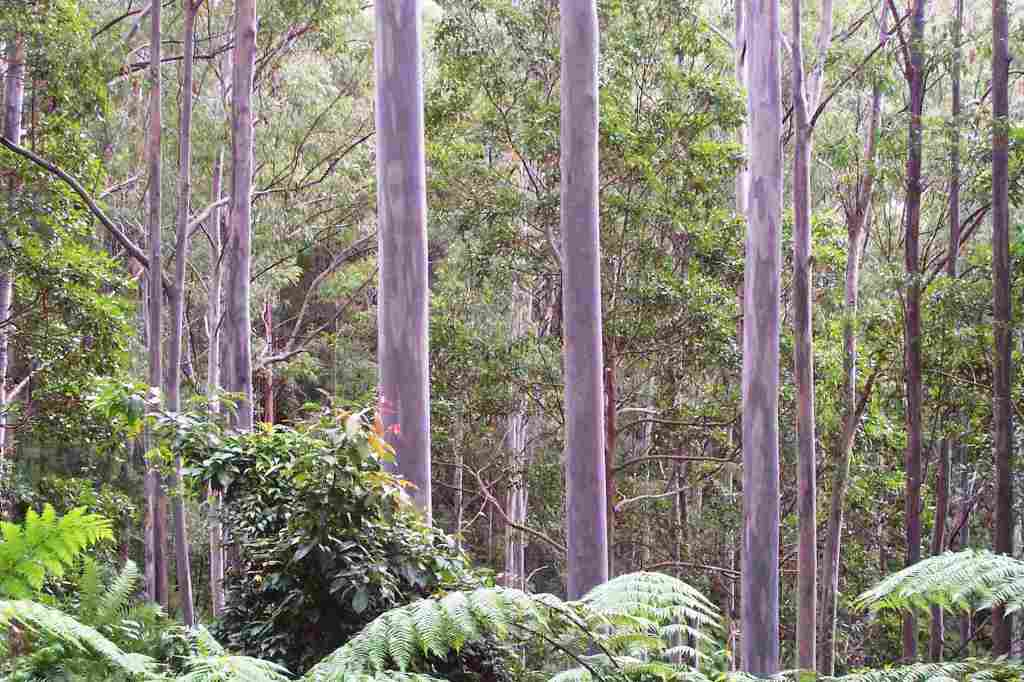
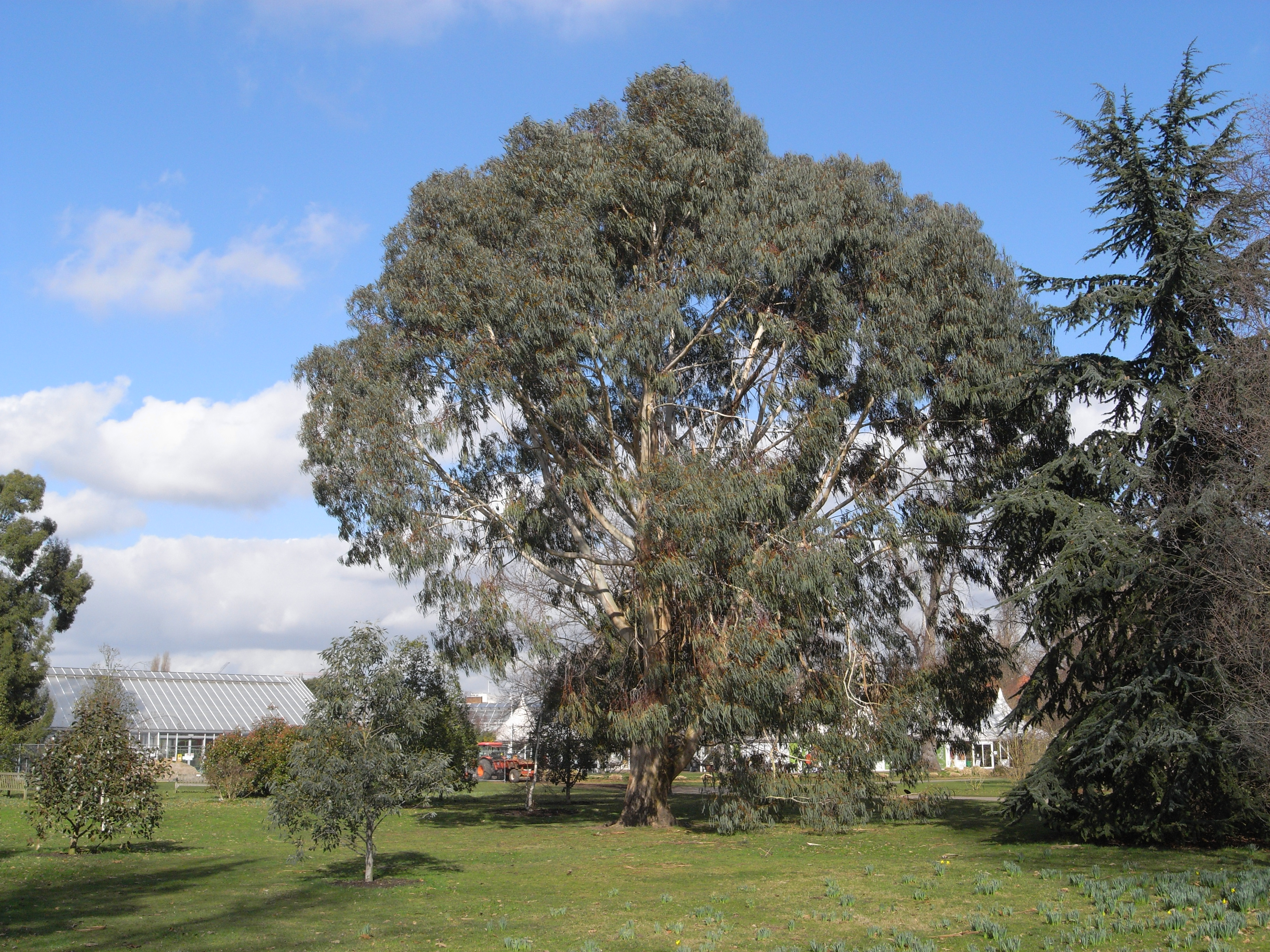
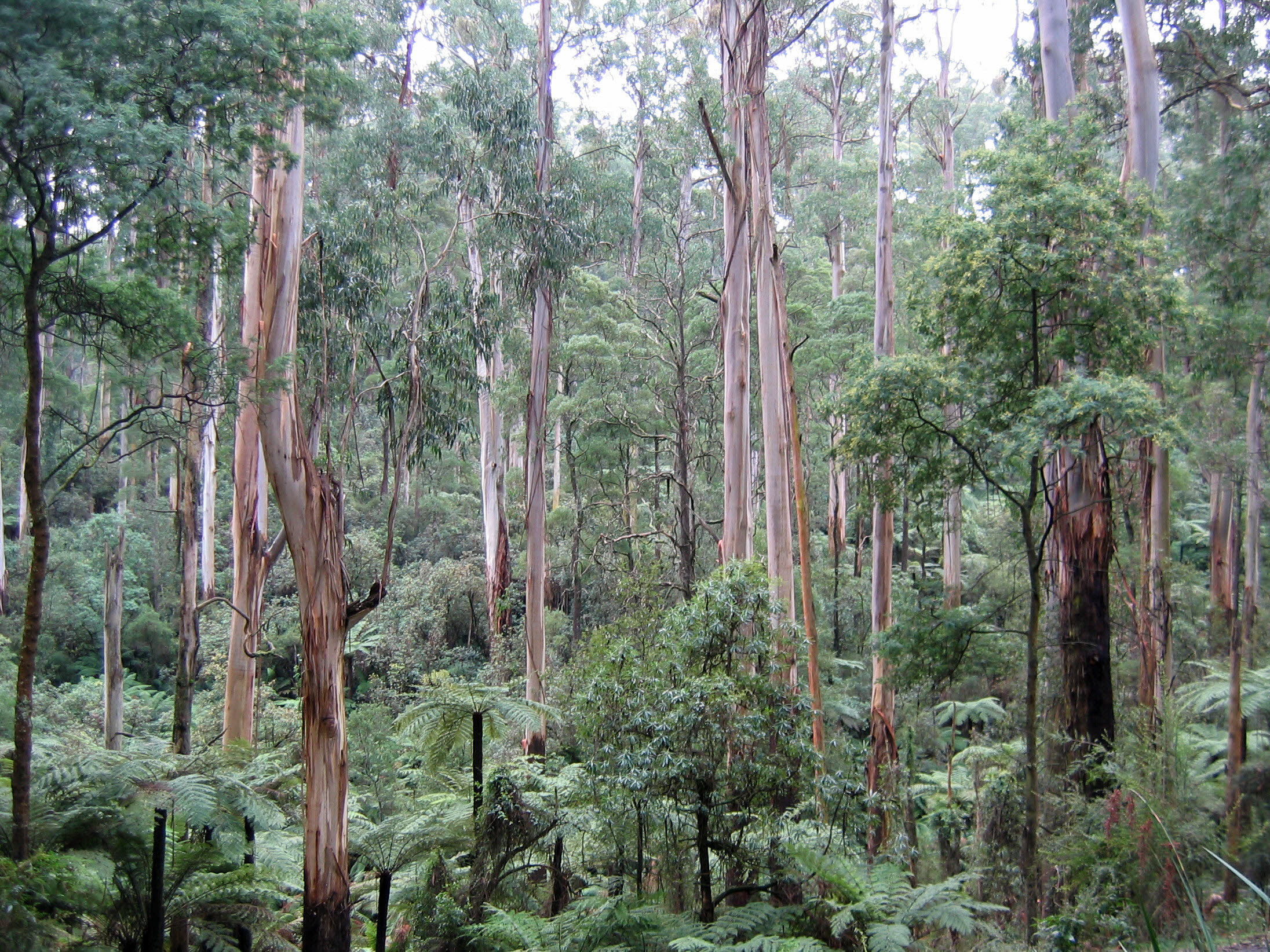
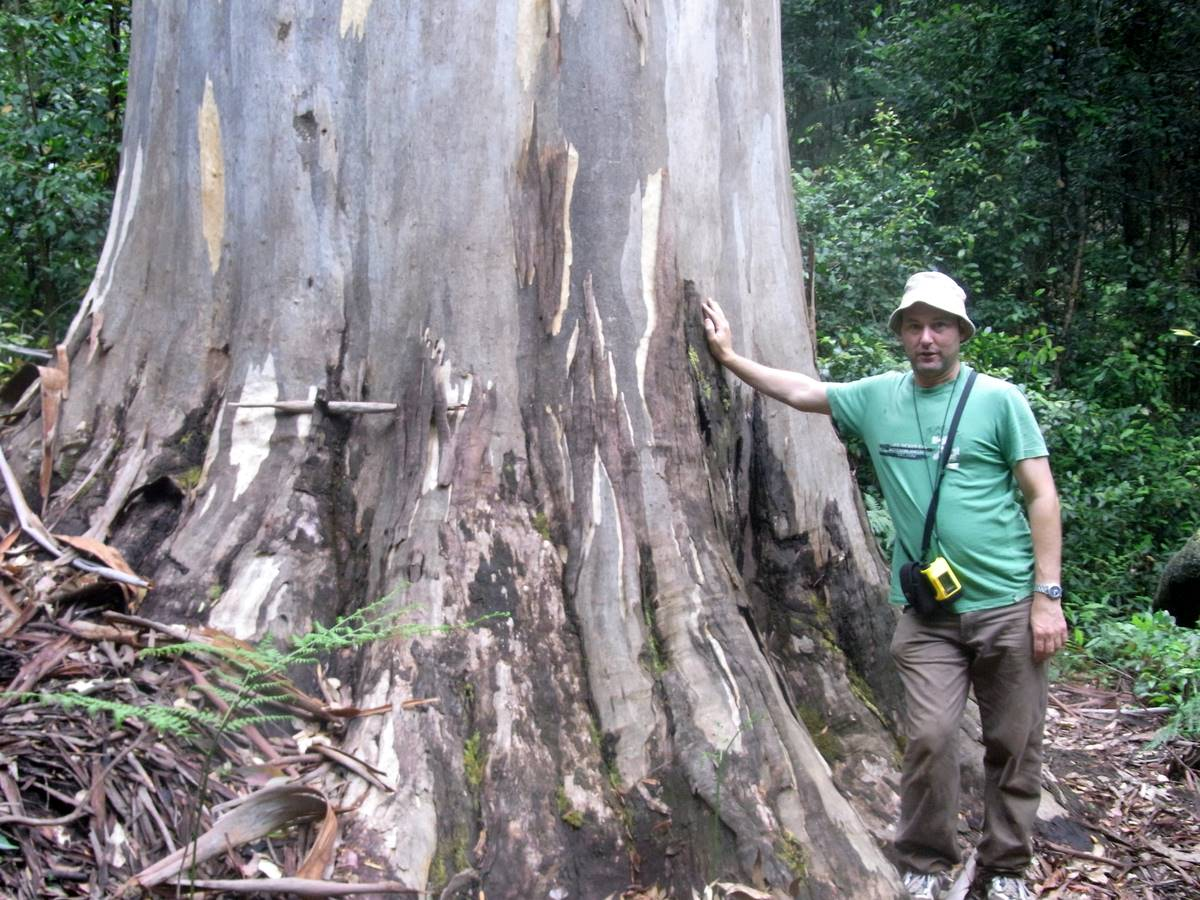